# 摩托罗拉MPx220

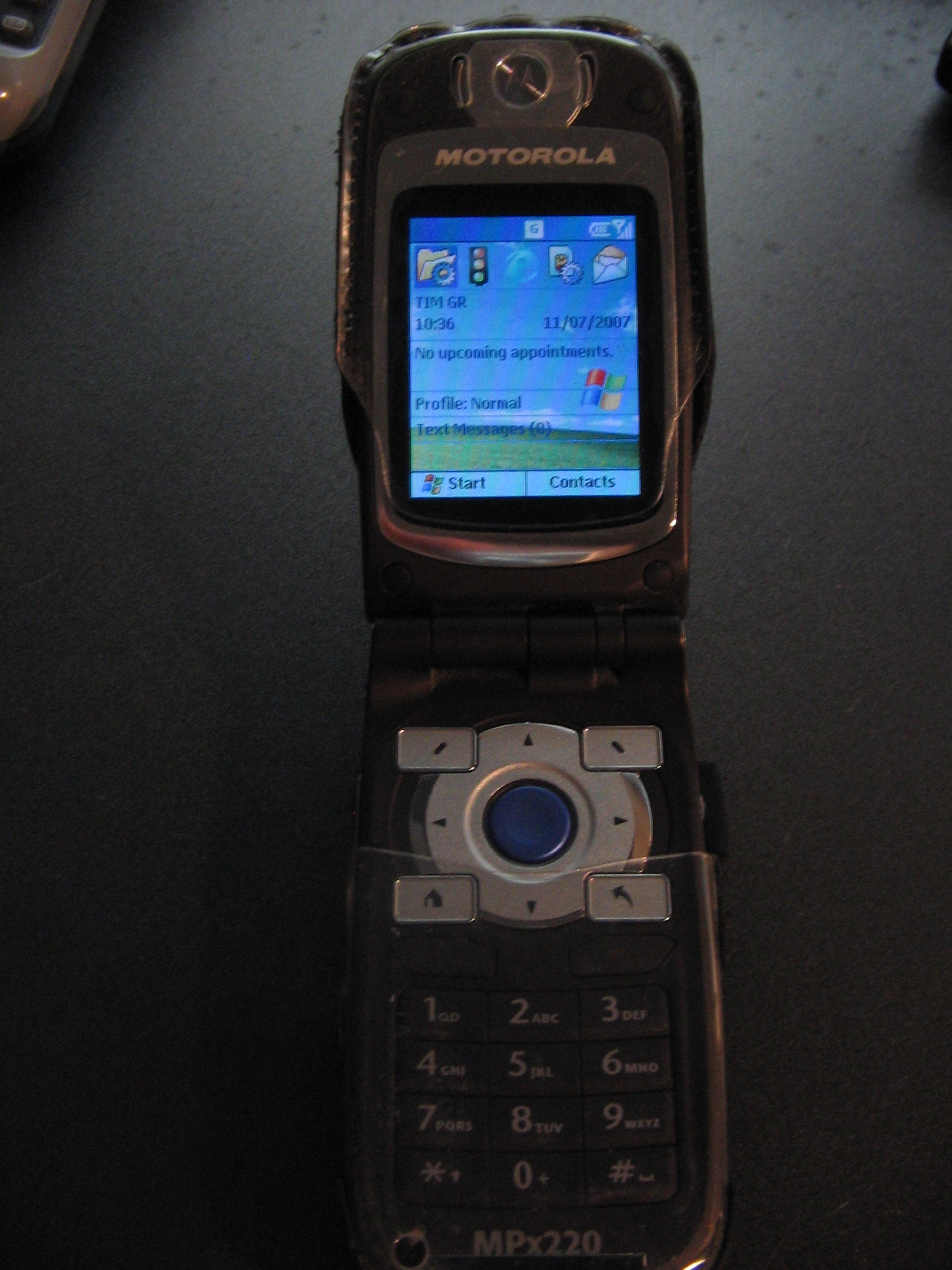

Motorola MPx220是摩托罗拉公司于2004年7月推出的一款基于Windows Mobile 2003 SE系统的智能手机，也是摩托罗拉在中国大陆上市的第一款采用微软系统的智能手机。